# المگوئین هایلندز
المگوئین هایلندز (به انگلیسی: Almaguin Highlands) یک منطقهٔ مسکونی در کانادا است که در انتاریو واقع شده‌است.

## خصوصیات
المگوئین هایلندز ۵٬۲۳۶٫۵۸ کیلومترمربع مساحت و ۲۳٬۵۷۰ نفر جمعیت دارد.